# Krasnobród (gromada)
Krasnobród – dawna gromada, czyli najmniejsza jednostka podziału terytorialnego Polskiej Rzeczypospolitej Ludowej w latach 1954–1972.
Gromady, z gromadzkimi radami narodowymi (GRN) jako organami władzy najniższego stopnia na wsi, funkcjonowały od reformy reorganizującej administrację wiejską przeprowadzonej jesienią 1954 do momentu ich zniesienia z dniem 1 stycznia 1973, tym samym wypierając organizację gminną w latach 1954–1972.
Gromadę Krasnobród z siedzibą GRN w Krasnobrodzie (wówczas wsi) utworzono – jako jedną z 8759 gromad na obszarze Polski – w powiecie zamojskim w woj. lubelskim na mocy uchwały nr 18 WRN w Lublinie z dnia 5 października 1954. W skład jednostki weszły obszary dotychczasowych gromad Dominikanówka, Krasnobród, Nowa Wieś, Podklasztor i Wólka Husińska ze zniesionej gminy Krasnobród w powiecie zamojskim oraz obszar dotychczasowej gromady Szur ze zniesionej gminy Tarnawatka w powiecie tomaszowskim w tymże województwie. Dla gromady ustalono 27 członków gromadzkiej rady narodowej.
1 stycznia 1959 do gromady Krasnobród włączono obszar zniesionej gromady Kaczórki w tymże powiecie.
1 stycznia 1960 do gromady Krasnobród włączono obszar zniesionej gromady Majdan Wielki w tymże powiecie (włączonej do powiatu zamojskiego dzień wcześniej z powiatu tomaszowskiego).
1 stycznia 1962 z gromady Krasnobród wyłączono wieś Jacnia, włączając ją do nowo utworzonej gromady Potoczek w tymże powiecie.
1 stycznia 1969 do gromady Krasnobród włączono wsie Bondyrz, Hucisko, Malewszczyzna, Potok Senderki, Stara Huta i Trzepieciny ze zniesionej gromady Bondyrz w tymże powiecie.
1 lutego 1969 z gromady Krasnobród wyłączono wsie Bondyrz i Trzepieciny, włączając je do gromady Potoczek w tymże powiecie.
Gromada przetrwała do końca 1972 roku, czyli do kolejnej reformy gminnej. 1 stycznia 1973 w powiecie zamojskim reaktywowano gminę Krasnobród.